# Лішаков Григорій Іванович
Лішаков Григорій Іванович (10.05.1919 — 27.01.1992) — Герой Радянського Союзу (1943)

## Життєпис
Народився 10 травня 1919 року в селі Монастирище (нині Трубчевського району Брянської області) в сім'ї селянина, росіянин.
З 1932 року жив в селищі Сиваському Новотроїцького району. Закінчив 7 класів, працював прицепщиком в колгоспі, кіномеханіком.
Призваний до лав армії у 1940 році, служив у Воєнно-Морському Флоті.
На фронтах радянсько — німецької війни з червня 1941 року. Воював розвідником 346-ї окремої розвідроти (235-а стрілецька дивізія 40-ї армії Воронежського Фронту). Особливо відзначився під час форсування Дніпра та визволення Києва. Учасник звільнення Севастополя. Звання Героя Радянського Союзу присвоєно 29 жовтня 1943 року.
З 1960 року капітан Лішаков Г. І. у запасі, проживав і працював у Севастополі.
Помер 27 січня 1992 року. Похований на алеї Героїв Радянського Союзу в м. Севастополі.

## Нагороди
- орден Леніна
- два ордена Вітчизняної війни І ступеня
- орден Червоної Зірки